# Jużnyj (rejon nagajbacki)
Jużnyj (ros. Южный) – osiedle typu miejskiego w Rosji, w obwodzie czelabińskim, w rejonie nagajbackim. W 2010 liczyło 1995 mieszkańców.